# Wrangler: Anatomy of an Icon
Wrangler: Anatomy of an Icon es un documental de 2008 sobre la vida de Jack Wrangler, producida y dirigida por Jeffrey Schwarz de Automat Pictures. El propio Wrangler participó en la película.
Tuvo su estreno en el New York Lesbian, Gay, Bisexual, & Transgender Film Festival (Newfest) de 2008 y ha sido distribuido por TLA Releasing. El documental ganó un GayVNAward en 2009 por Mejor Lanzamiento Alternativo.

## Sinopsis
El documental narra la vida de Jack Wrangler, el nombre profesional de John Robert Stillman en su papel de estrella del porno gay que rápidamente se convirtió en uno de los primeros artistas pornográficos en alcanzar el estatus de estrella y seguidores. El documental también cuenta con su transición a papeles como estrella del porno hetero, su relación romántica con la cantante Margaret Whiting, su activismo en el apoyo y la promoción de obras de caridad en la lucha contra el SIDA y su posterior carrera como productor de teatro y director.   